# Беррі Колтс
«Беррі Колтс» (англ. Barrie Colts) — канадійський молодіжний хокейний клуб, що представляє місто Беррі, провінція Онтаріо. Команда виступає у центральному дивізіоні східної конференції хокейної ліги Онтаріо. Домашнім майданчиком «лошат» є Беррі Молсон-центр, котра здатна вмістити трохи більше 4 тисяч глядачів.

## Історія
Команда була створена в вередині 40-их років минулого сторіччя і до 1992 року виступала в нижчих молодіжних лігах Канади (рівень «В»). Три сезони, з 1992 по 1995 роки, Беррі Колтс провели в лігах рівня «А».
З сезону 1995-96 років клуб є частиною Онтарійської хокейної ліги. За цей час «лошата» лише одного разу не потрапили в плей-оф.
У 2000-му році команда здобула головний трофей ліги і отримала право зіграти в розіграші Меморіального кубку, де дійшла до фіналу. Однак у вирішальному поєдинку «колтс» із рахунком 2:6 поступилися представнику ГЮХЛК Рімускі Ошеанік.
З 2010 по 2019 роки клуб тренував відомий в минулому гравець НХЛ Дейл Гаверчук.

### Капітани команди
Пояснення: у дужках зазначена кількість сезонів, в яких гравець був капітаном команди

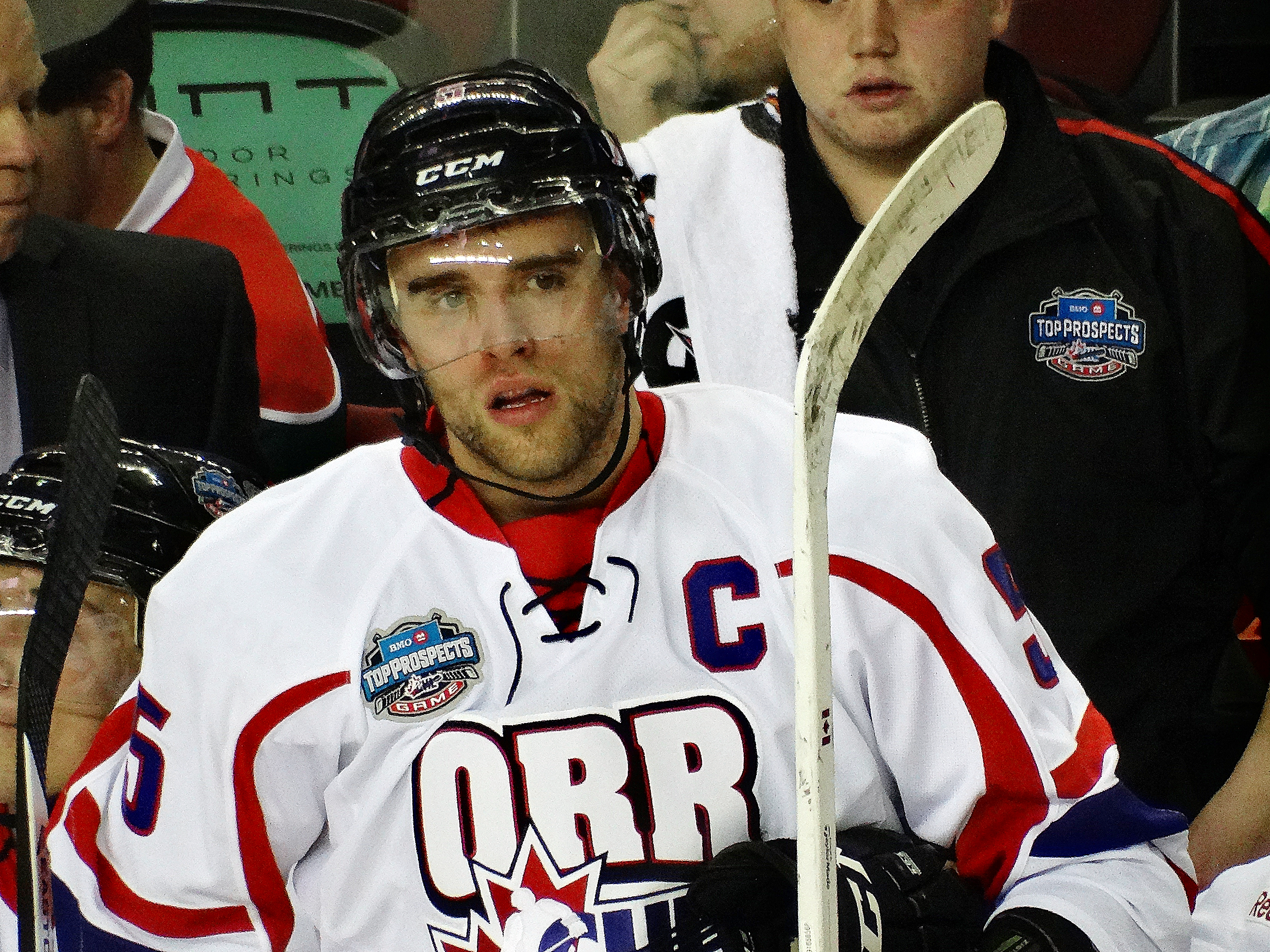
Аарон Екблад

- 1995-96 — Джефф Ковен (1)
- 1996-99 — Даніель Ткачук (3)
- 1999-00 — Шелдон Кіфі (1)
- 2000-01 — Метт Дзедушіцкі (1)
- 2001-02 — Ерік Рейтц (1)
- 2002-04 — Джеремі Свонсон (2)
- 2004-05 — Бі Джей Кромбін (1)
- 2005-07 — Брайан Літтл (2)
- 2007-08 — Томаш Марцинко (1)
- 2008-10 — Стефан Делла Ровере (2)
- 2010-11 — Далтон Праут (1)
- 2011-12 — Колін Бегенна (1)
- 2012-13 — Райан О'Коннор (1)
- 2013-14 — Аарон Екблад (1)

## Результати по сезонах
Скорочення: І = Ігри, В = Виграші, Н = Нічиї, ПО = Поразки не в основний час гри, П = Поразки, ГЗ = Голів забито, ГП = Голів пропущено, О = Очки
| Сезон     | Ліга | І  | В  | Н  | ПО | П  | ГЗ  | ГП  | О   | Місце     | Плей-оф                            |
| 1995-1996 | ОХЛ  | 66 | 28 | 7  |    | 31 | 162 | 241 | 63  | 13-е з 17 | Програш у 1-му раунді              |
| 1996-1997 | ОХЛ  | 66 | 33 | 10 |    | 23 | 191 | 252 | 76  | 8-е з 17  | Програш у 2-му раунді              |
| 1997-1998 | ОХЛ  | 66 | 38 | 5  | 1  | 22 | 169 | 285 | 82  | 6-е з 18  | Програш у 1-му раунді              |
| 1998-1999 | ОХЛ  | 68 | 49 | 6  | 1  | 12 | 249 | 252 | 105 | 2-е з 20  | Програш у півфіналі конференції    |
| 1999-2000 | ОХЛ  | 68 | 43 | 6  | 1  | 18 | 310 | 193 | 93  | 2-е з 20  | Чемпіони                           |
| 2000-2001 | ОХЛ  | 68 | 29 | 7  | 4  | 28 | 278 | 155 | 69  | 13-е з 20 | Програш в чвертьфіналі конференції |
| 2001-2002 | ОХЛ  | 68 | 38 | 9  | 2  | 19 | 290 | 179 | 87  | 4-е з 20  | Програш у фіналі                   |
| 2002-2003 | ОХЛ  | 68 | 29 | 4  | 9  | 26 | 191 | 252 | 71  | 12-е з 20 | Програш в чвертьфіналі конференції |
| 2003-2004 | ОХЛ  | 68 | 31 | 12 | 4  | 21 | 169 | 285 | 78  | 6-е з 20  | Програш у півфіналі конференції    |
| 2004-2005 | ОХЛ  | 68 | 33 | 9  | 3  | 23 | 249 | 252 | 78  | 6-е з 20  | Програш в чвертьфіналі конференції |
| 2005-2006 | ОХЛ  | 68 | 43 |    | 4  | 21 | 258 | 194 | 90  | 5-е з 20  | Програш у фіналі конференції       |
| 2006-2007 | ОХЛ  | 68 | 48 |    | 1  | 19 | 273 | 193 | 97  | 4-е з 20  | Програш у півфіналі конференції    |
| 2007-2008 | ОХЛ  | 68 | 28 |    | 6  | 34 | 185 | 223 | 62  | 15-е з 20 | Програш у півфіналі конференції    |
| 2008-2009 | ОХЛ  | 68 | 30 |    | 5  | 33 | 214 | 207 | 65  | 13-е з 20 | Програш в чвертьфіналі конференції |
| 2009-2010 | ОХЛ  | 68 | 57 |    | 2  | 9  | 327 | 186 | 116 | 1-е з 20  | Програш у фіналі                   |
| 2010-2011 | ОХЛ  | 68 | 15 |    | 4  | 49 | 231 | 348 | 34  | 20-е з 20 |                                    |
| 2011-2012 | ОХЛ  | 68 | 40 |    | 5  | 23 | 248 | 210 | 85  | 6-е з 20  | Програш у півфіналі конференції    |
| 2012-2013 | ОХЛ  | 68 | 44 |    | 4  | 20 | 245 | 185 | 92  | 5-е з 20  | Програш у фіналі                   |
| 2013-2014 | ОХЛ  | 68 | 37 |    | 3  | 28 | 266 | 218 | 77  | 8-е з 20  | Програш у півфіналі конференції    |
| 2014-2015 | ОХЛ  | 68 | 41 |    | 3  | 24 | 278 | 227 | 85  | 2-е з 20  | Програш у півфіналі конференції    |

## Рекорди клубу
Командні рекорди
- Найбільша кількість очок в сезоні — 116 (В57-ПО2-П9) (2009-10)
- Найменша кількість очок в сезоні — 34 (В15-НО4-П49) (2010-11)
- Найбільша кількість забитих голів в сезоні — 343 (1998-99)
- Найменша кількість забитих голів в сезоні — 185 (2007-08)
- Найбільша кількість пропущених голів в сезоні — 348 (2010-11)
- Найменша кількість пропущених голів в сезоні — 171 (2003-04)

Індивідуальні рекорди
- Найбільша кількість набраних очок за сезон — 121, Шелдон Кіфі (1999-2000)
- Найбільша кількість закинутих шайб у сезоні — 53, Брайан Кемерон (2009-10)
- Найбільша кількість результативних пасів за сезон — 73, Шелдон Кіфі (1999-2000)
- Найбільша кількість штрафних хвилин у сезоні — 254, Лач Насато (1997-98)

### Найкращі бомбардири
| Найбільша кількість: | Найбільша кількість: | Найбільша кількість: | Найбільша кількість: | Найбільша кількість: | Найбільша кількість: | Найбільша кількість: | Найбільша кількість: | Найбільша кількість: | Найбільша кількість: |
| Матчів               | Матчів               | Голів                | Голів                | Результативних пасів | Результативних пасів | Очок                 | Очок                 | Штрафних хвилин      | Штрафних хвилин      |
| -------------------- | -------------------- | -------------------- | -------------------- | -------------------- | -------------------- | -------------------- | -------------------- | -------------------- | -------------------- |
| Гантер Трембле       | 317                  | Брайан Літтл         | 153                  | Даніель Ткачук       | 189                  | Брайан Літтл         | 342                  | Лач Насато           | 657                  |
| Бі Джей Кромбін      | 248                  | Даніель Ткачук       | 145                  | Брайан Літтл         | 189                  | Даніель Ткачук       | 334                  | Бі Джей Кромбін      | 516                  |
| Брайан Літтл         | 247                  | Майкл Генріч         | 126                  | Гантер Трембле       | 159                  | Гантер Трембле       | 274                  | Стефан Делла Ровере  | 479                  |
| Майкл Генріч         | 246                  | Гантер Трембле       | 115                  | Зак Голл             | 156                  | Майкл Генріч         | 244                  | Ерік Рейтц           | 416                  |
| Джефф Тетцлаф        | 242                  | Алекс Гатчінгс       | 111                  | Марк Шейфеле         | 133                  | Зак Голл             | 224                  | Ян Платіл            | 403                  |

## Гравці

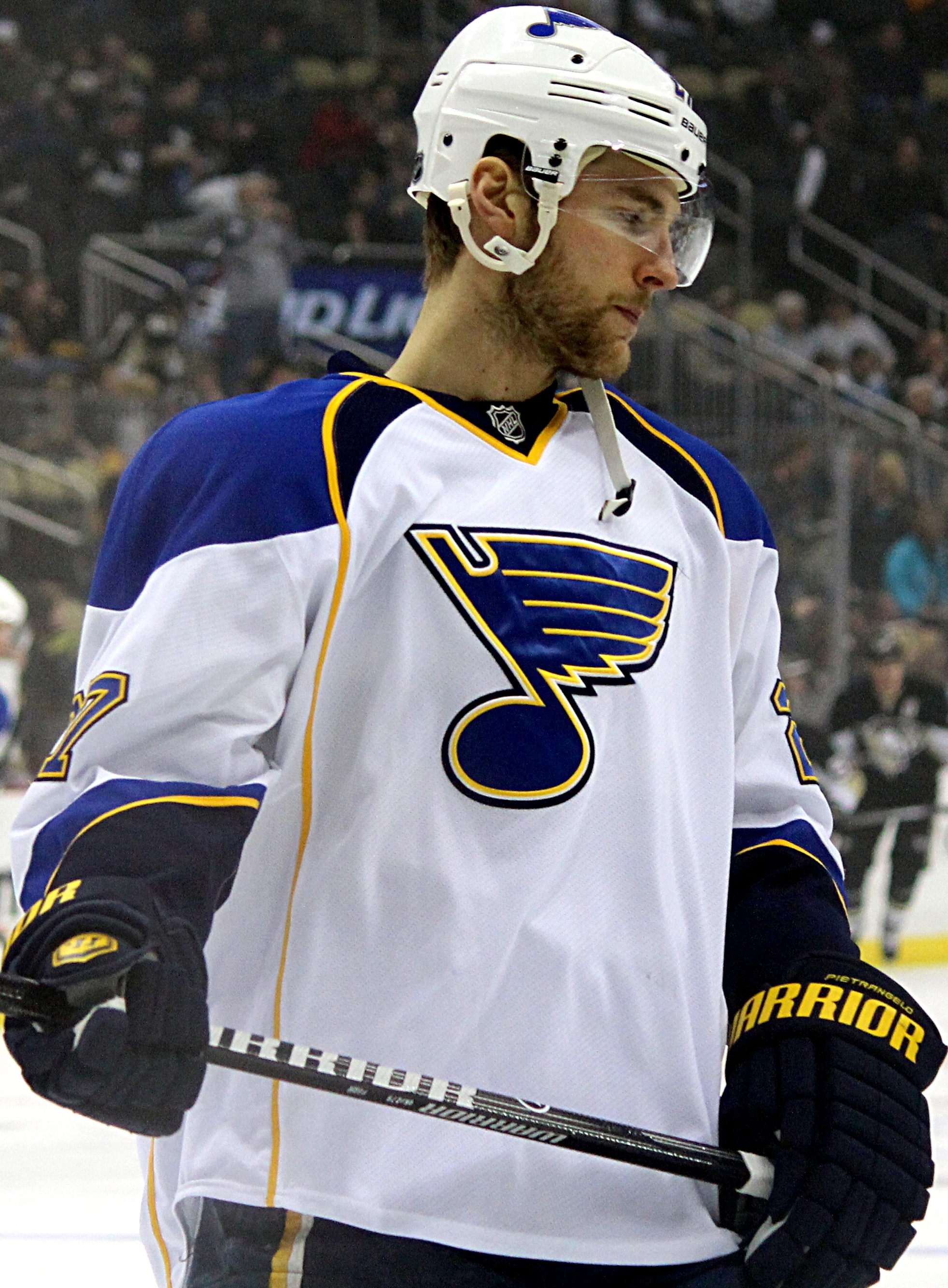
Алекс П'єтранджело

### Найвідоміші хокеїсти
- Джефф Ковен
- Ян Буліс
- Даніель Ткачук
- Мартін Шкоула
- Денис Швидкий
- Даніель Жирарді
- Бі Джей Кромбін
- Якуб Петружалек
- Майк Вебер
- Брайан Літтл
- Алекс П'єтранджело
- Олександр Бурмистров
- Райан Строум
- Таннер Пірсон
- Марк Шейфеле
- Аарон Екблад

### Український слід
За роки існування команди, за неї виступали двоє уродженців України: киянин, захисник за амплуа, Володимир Черненко та харків'янин, колишній нападник молодіжної збірної Росії Денис Швидкий. Володимир зіграв за «лошат» лише 19 поєдинків, після чого був обміняний. Денис провів у клубі два повних сезони, в обидвох з яких ставав другим бомбардиром команди. У сезоні 1999-2000 років, разом з командою виграв кубок Джей Росса Робертсона (головний трофей ліги) та брав участь у розіграші Меморіального кубку, в якому Беррі Колтс програли у фіналі.